# Unvereinbarkeitsbeschluss
Unvereinbarkeitsbeschlüsse sind Regelungen von Parteien, Vereinen und Verbänden, nach denen die gleichzeitige Mitgliedschaft in dieser Organisation mit der Mitgliedschaft in einer anderen, namentlich benannten Organisation, unvereinbar ist und ein Aufnahmehindernis oder einen Ausschlussgrund darstellt.

## Beispiele

### SPD gegen Bund der Verfolgten des Naziregimes
In Bezug auf eine gleichzeitige Mitgliedschaft in SPD und Bund der Verfolgten des Naziregimes (BVN) erging am 9. Mai 1953 auf Vorschlag des SPD-Parteivorstands ein Unvereinbarkeitsbeschluss.

### SPD gegen „linksradikale“ Organisationen
Bereits 1925 beschloss die SPD die Unvereinbarkeit mit der Mitgliedschaft in radikal linken Organisationen, zum Beispiel dem Internationalen Jugendbund (IJB) und der Roten Hilfe. 1948 erklärte die SPD eine gleichzeitige Mitgliedschaft in der VVN und 1961 im SDS für unvereinbar mit einer Mitgliedschaft in der SPD. 2010 hob der Parteivorstand der SPD den Unvereinbarkeitsbeschluss für Mitgliedschaft in der VVN auf.

### Katholische Kirche gegen die NSDAP
Vor der Machtergreifung distanzierte sich die Katholische Kirche vom Nationalsozialismus. Der Mainzer Generalvikar Philipp Jakob Mayer stellte 1930 fest: 

„Die von Hitler gegründete nationalsozialistische deutsche Arbeiterpartei gehört wegen Punkt 24 ihres Programmes zu den von der Kirche verbotenen Vereinen […]. Daraus ergibt sich, 1. daß es einem Katholischen nicht gestattet sein kann, eingeschriebenes Mitglied der Hitlerpartei zu werden, und 2. daß eine korporative Teilnahme dieser Partei an katholischen Gottesdiensten und Begräbnissen nicht erlaubt werden darf.“

 Damit waren Nationalsozialisten vom Mainzer Ordinariat faktisch aus der Kirche ausgeschlossen worden. Diese „Mainzer Position“ wurde anschließend auch innerkirchlich heftig diskutiert.
Sämtliche Diözesen im Deutschen Reich sahen sich 1932 veranlasst, die Zugehörigkeit zur NSDAP für „unvereinbar mit dem christlichen Glauben zu erklären“.
Nachdem Hitler sich mehrmals kirchenfreundlich geäußert und in seiner Regierungserklärung am 23. März 1933 die beiden großen christlichen Kirchen als „wichtigste Faktoren zur Erhaltung unseres Volkstums“ bezeichnet hatte, relativierte die katholische Kirche mit der „Kundgebung der deutschen Bischöfe“ vom 28. März 1933 ihre vormalige Kritik vor dem Hintergrund, anstehende Verhandlungen zu einem Reichskonkordat nicht zu gefährden, das am 20. Juli 1933 tatsächlich geschlossen wurde.

### CDU gegen AfD und Die Linke
Die CDU beschloss auf dem 31. Parteitag der CDU Deutschlands am 8. Dezember 2018 in Hamburg, Koalitionen und ähnliche Formen der Zusammenarbeit sowohl mit der Partei Die Linke als auch mit der Alternative für Deutschland abzulehnen. Die Ablehnung der Zusammenarbeit mit der AfD wurde vor dem Hintergrund des Mordfalls Walter Lübcke durch Beschluss von Präsidium und Bundesvorstand der CDU Deutschlands am 24. Juni 2019 sowie der Regierungskrise in Thüringen 2020 in einer Sondersitzung des Präsidiums der CDU am 7. Februar 2020 bekräftigt.

## Rechtsfragen (deutsches Recht)
Vereine haben aufgrund der Vertragsfreiheit nach Maßgabe ihrer Satzung autonome Entscheidungsfreiheit, wen sie als Mitglied aufnehmen. Ein Aufnahmezwang kann jedoch nach §§ 19 und 20 GWB und § 826 BGB für Vereine bestehen, die eine Monopolstellung oder eine überragende Machtstellung im wirtschaftlichen oder sozialen Bereich haben, und die deshalb für den einzelnen aus beruflichen, wirtschaftlichen oder sozialen Gründen von erheblicher Bedeutung sind, oder die mit der Ablehnung der Aufnahme sittenwidrig handeln würden. So können etwa Arbeitnehmer ihre Aufnahme in eine Gewerkschaft wegen deren überragender Machtstellung erzwingen, wenn keine sachlich berechtigten Gründe für ihre Ablehnung (zum Beispiel wegen gewerkschaftsfeindlicher Betätigung) vorliegen. Der Bundesgerichtshof unterwirft sie in ständiger Rechtsprechung einem grundsätzlichen Aufnahmezwang und leitet daraus ein begrenztes Ausschlussrecht ab.
Vereine können Mitglieder bei vereinsschädigendem Verhalten ausschließen. Eine gerichtliche Überprüfung findet bei Vereinen nur auf Willkür und Gesetzeswidrigkeit statt. Es gilt Vereinsrecht als autonomes Recht, so dass die Zivilgerichte zuständig sind.
Nach dem Parteiengesetz sind die Parteien zwar in der Auswahl ihrer Mitglieder frei. Ein Ausschluss ist hingegen an strenge Voraussetzungen geknüpft: Ein Mitglied kann gem. § 10 Abs. 4 Parteiengesetz nur dann aus der Partei ausgeschlossen werden, wenn es vorsätzlich gegen die Satzung oder erheblich gegen Grundsätze oder Ordnung der Partei verstößt und ihr damit schweren Schaden zufügt.

### Satzungen
- Bündnis 90/Die Grünen, Satzung § 21 Abs 3[6]:
Ein Mitglied, das vorsätzlich gegen die Satzung oder erheblich gegen Grundsätze oder Ordnung von BÜNDNIS 90/DIE GRÜNEN verstößt und der Partei damit schweren Schaden zufügt, kann ausgeschlossen werden.
- CDU, Statut § 11 Abs. 1 und § 12[7]:
(1) Ein Mitglied kann nur dann aus der Partei ausgeschlossen werden, wenn es vorsätzlich gegen die Satzung der Partei oder erheblich gegen deren Grundsätze oder Ordnung verstößt und ihr damit schweren Schaden zufügt.
Parteischädigend verhält sich insbesondere, wer
  1. zugleich einer anderen Partei innerhalb des Tätigkeitsgebietes der CDU oder einer anderen politischen, mit der CDU konkurrierenden Gruppe oder deren parlamentarischen Vertretung angehört;
  2. in Versammlungen politischer Gegner, in deren Rundfunksendungen, Fernsehsendungen oder Presseorganen gegen die erklärte Politik der Union Stellung nimmt,
  3. als Kandidat der CDU in eine Vertretungskörperschaft gewählt ist und der CDU-Fraktion nicht beitritt oder aus ihr ausscheidet,
  4. vertrauliche Parteivorgänge veröffentlicht oder an politische Gegner verrät,
  5. Vermögen, das der Partei gehört oder zur Verfügung steht, veruntreut.
- FDP, Satzung § 6 Abs 2[8]:
Ein Mitglied kann nur dann ausgeschlossen werden, wenn es vorsätzlich gegen die Satzung oder erheblich gegen die Grundsätze oder die Ordnung der Partei verstößt und ihr damit schweren Schaden zufügt. Ein Verstoß im Sinne von Satz eins liegt vor, wenn ein Mitglied vor oder während seiner Mitgliedschaft in der Partei Mitbürger als Gegner eines totalitären Regimes denunziert oder seine gesellschaftliche Stellung dazu missbraucht hat, andere zu verfolgen. Ein Verstoß im Sinne von Satz eins liegt ferner bei Verletzung der richterlichen Schweigepflicht, Verweigerung des Beitritts zur oder Austritt aus der parlamentarischen Gruppe der Partei sowie bei unterlassener Beitragszahlung vor. Ein Verstoß im Sinne von Satz eins liegt auch vor, wenn ein Mitglied die ihm übertragene Buchführungspflicht nicht ordnungsgemäß erfüllt, Spenden nicht den gesetzlichen oder den Vorschriften der Finanzordnung entsprechend abrechnet beziehungsweise abliefert oder Mittel nicht den Vorschriften und Beschlüssen entsprechend verwendet und dadurch der Partei finanziellen Schaden von nicht unbedeutender Höhe zufügt.
- SPD, Organisationsstatut § 6[9]:
(1) Unvereinbar mit der Mitgliedschaft in der SPD ist die
a) gleichzeitige Mitgliedschaft in einer anderen konkurrierenden politischen Partei oder Wählervereinigung,
b) Tätigkeit, Kandidatur oder Unterschriftsleistung für eine andere konkurrierende politische Partei oder Wählervereinigung,
c) Kandidatur gegen die von der zuständigen Parteigliederung bereits beschlossene Nominierung für ein öffentliches Amt oder Mandat.
(2) Entsprechendes gilt für Vereinigungen, die gegen die SPD wirken. Die Feststellung der Unvereinbarkeit trifft der Parteivorstand. Er kann die Feststellung wieder aufheben. Diese Feststellung bindet auch die Schiedskommissionen.
(3) Das Verfahren richtet sich nach § 20 SchO.
- Die Linke, Bundessatzung § 3 Abs. 4:[10]
(4) Ein Mitglied kann nur von einer Schiedskommission nach Durchführung eines ordentlichen Schiedsverfahrens auf der Grundlage der Schiedsordnung ausgeschlossen werden. Der Ausschluss ist nur möglich, wenn das Mitglied vorsätzlich gegen die Satzung oder erheblich gegen Grundsätze oder Ordnungen der Partei verstößt und ihr damit schweren Schaden zufügt.

- Alternative für Deutschland, Bundessatzung § 2 (4):
„Personen, die Mitglied einer extremistischen Organisation sind, können nicht Mitglied der Partei sein. Als extremistisch gelten solche Organisationen, welche in einer vom Bundesvorstand beschlossenen und den Gliederungen übermittelten Unvereinbarkeitsliste aufgeführt sind.“[11]

Die Unvereinbarkeitsliste der AfD umfasst eine dreizehn Seiten lange Liste von Organisationen aus dem Spektrum des Rechtsextremismus, aber auch aus dem Bereich Ausländer- und Linksextremismus. Die Themen Unvereinbarkeitsliste und Vorfeldorganisationen führten immer wieder zu Streiten in der Partei. Auf dem Bundesparteitag 2022 in Riesa wurde auf Antrag von Dirk Spaniel hin beschlossen, Zentrum Automobil von der Unvereinbarkeitsliste zu streichen. Anfang 2024 setzte der AfD-Bundesvorstand gegen den thüringischen Landesvorsitzenden, Björn Höcke, die rechtsextreme Gruppe „Revolte Rheinland“ auf seine Unvereinbarkeitsliste. Höcke hatte bereits 2019 versucht, auf dem AfD-Parteitag einen Antrag durchzusetzen, die Liste „ersatzlos“ zu streichen.
- IG Metall, Satzung § 11 Abs 1 Satz 2:[15]
Der Ausschluss von Mitgliedern ohne Untersuchungsverfahren kann auch erfolgen, wenn sie einer gegnerischen Organisation angehören oder sich an deren gewerkschaftsfeindlichen Aktivitäten beteiligen oder diese unterstützen.

### Rechtsprechung
Vereinsfragen sind nur einer beschränkten Kontrolle durch die staatlichen Gerichte unterworfen, die sich auf die Prüfung beschränkt, ob die verhängte Maßnahme eine Grundlage im Gesetz oder in der Satzung hat, ob das satzungsmäßige Verfahren beachtet worden ist, sonst keine Satzungsverstöße vorgekommen sind und ob die Maßnahme nicht grob unbillig oder willkürlich ist (vergleiche BGHZ 87, 337, 343 m.w.N.).
Die Möglichkeit von Unvereinbarkeitsbeschlüssen in Parteien ist in § 10 PartG und den Parteisatzungen geregelt. Es ist nicht Sache der staatlichen Gerichte, über die Auslegung der Satzung und der bestimmenden Parteibeschlüsse zu entscheiden. Die Einschätzung, ob ein bestimmtes Verhalten einen vorsätzlichen Verstoß gegen die Satzung oder einen erheblichen Verstoß gegen Grundsätze oder Ordnung der Partei bedeutet und der Partei damit schweren Schaden zufügt ist nicht von Gerichten zu prüfen. Weil es sich bei politischen Parteien weder um Monopolverbände noch um Vereinigungen mit überragender Machtstellung im wirtschaftlichen oder sozialen Bereich handele, die einem Aufnahmezwang unterlägen, gelte kein erweiterter Prüfungsmaßstab. (Bundesverfassungsgericht – 2 BvR 307/01)
Dagegen gilt bei Gewerkschaften: Es besteht ein Aufnahmezwang, „wenn der Verein oder Verband im wirtschaftlichen oder sozialen Bereich eine überragende Machtstellung innehat und ein schwerwiegendes Interesse von Beitrittswilligen am Erwerb der Mitgliedschaft besteht.“ (BGH 12. Oktober 1984 – I ZR 91/84 – BGHZ 93, 51 = JuS 1985, 564). Danach sind Gewerkschaften grundsätzlich befugt, zum Schutz ihres Rechtes auf Selbstbewahrung in ihren Satzungen die Beendigung der Mitgliedschaft vorzusehen, wenn ein Mitglied einer mit den Zielen der Gewerkschaft unvereinbaren Gruppierung, insbesondere einer gegnerischen politischen Partei, angehört (BGH, Az.: II ZR 255/89). Gerechtfertigt kann danach ein Unvereinbarkeitsbeschluss bei Gewerkschaften in folgenden Fällen sein:
- Bei Mitgliedschaft in gewerkschaftsfeindlichen Parteien
Es ist durchaus vertretbar, daß die Gewerkschaft in den Programmen der „Die Republikaner“ tatsächliche Anhaltspunkte für eine Verharmlosung des Nationalsozialismus findet und außerdem eine Überbetonung des Nationalen und eine Ausgrenzung der Ausländer feststellt, die es rechtfertigen, die Parteimitgliedschaft für unvereinbar mit der Mitgliedschaft in der Gewerkschaft zu halten. (LAG Düsseldorf 22. September 1994 – 8 O 486/93 – AuR 1995,m 382).
- Bei Mitgliedschaft in radikalen Parteien
Einem Urteil des LG Frankfurt/Main vom 18. November 2003 zufolge dürfen Gewerkschaften grundsätzlich Mitglieder radikaler, noch nicht durch das Bundesverfassungsgericht für verfassungswidrig erklärter Parteien (hier: MLPD) ausschließen, soweit die Partei verfassungswidrige Ziele verfolgt. Das Recht zur parteipolitischen Betätigung aus Art. 21 GG finde im durch Art. 9 Abs. 3 GG gewährleisteten Recht der Gewerkschaft zur Verteidigung ihrer inneren Ordnung seine Grenzen (AZ: 2-19 O 160/03)
- Bei Mitgliedschaft in gewerkschaftsfeindlichen Organisationen
- Aus der Gewerkschaft kann ausgeschlossen werden, wer bei der Betriebsratswahl auf einer Liste kandidiert, die mit einer gewerkschaftlich unterstützten Liste konkurriert(Bundesverfassungsgericht, 1 BvR 123/93)

## Bekannte Unvereinbarkeitsbeschluss-Regelungen
- IG Metall: Seit 1973 erklärt die IGM bestimmte Parteien und Organisationen zu „gegnerischen Organisationen“. Wer diese Organisationen aktiv unterstützt oder Mitglied ist, kann ohne weiteres Verfahren aus der IGM ausgeschlossen werde. In den 1970er Jahren wurden aus der IGM wie auch aus vielen anderen DGB-Gewerkschaften vor allem Mitglieder verschiedener maoistischer K-Gruppen wie KPD/ML, KPD/AO oder KBW ausgeschlossen. Viele von diesen Ausschlüssen Betroffene wurden ab den späten 1970er Jahren, ohne die Unvereinbarkeitsbeschlüsse formell aufzuheben wieder als Gewerkschaftsmitglieder aufgenommen. Ab den 1980er Jahren kam es zu vereinzelten Ausschlüssen von Mitgliedern der MLPD, die Rechtmäßigkeit des Ausschlusses von MLPD-Mitgliedern wurde vom BGH (Az.: II ZR 255/89) bestätigt. Zugleich bestehen in allen DGB-Gewerkschaften Unvereinbarkeitsbeschlüsse gegen die Mitglieder rechtsextremer Parteien wie beispielsweise gegen die NPD und die DVU.
- Gewerkschaft Handel, Banken und Versicherungen. Der Gewerkschaftsausschuss beschloss: Mitglieder des Kommunistischen Bundes werden künftig ausgeschlossen.[16] und hat ebenfalls aufgrund der Beschüsse des DGB-Bundesvorstandes festgelegt, dass Mitglieder der KPD, der KPD/ML, der „Revolutionäre“ bzw. „Rote Gewerkschaftsopposition“, der sogenannten Arbeiter-Basis-Gruppen und des KBW aus unserer Organisation auszuschließen sind.[17] Die Auszuschließenden konnten Mitglied bleiben, wenn sie innerhalb von 14 Tagen die Mitgliedschaft der betroffenen Organisationen kündigten.[18]  Beim Zusammenschluss der Gewerkschaft HBV mit vier anderen Gewerkschaften 2001 in ver.di wurden diese Unvereinbarkeitsbeschlüsse gestrichen[19].
- SPD gegen Mitglieder der VVN (1948, aufgehoben: 2010), aktive Angehörige von Studentenverbindungen (1954; in den 1960ern aufgehoben), Demokratischer Kulturbund Deutschlands (1960), des SDS (1961), Bund Freies Deutschland (1974), Internationale Konferenz der Arbeiterfraktionen/Europäische Arbeiterfraktionen (1974), Scientology (1995), Wahlalternative Arbeit und Soziale Gerechtigkeit e. V. (2005)
- SJD – Die Falken: Von 1971[20] bis zur Aufhebung im Jahr 2011 war die Mitgliedschaft in allen Parteien außer der SPD mit einer Falkenmitgliedschaft unvereinbar. (sogenannter Leverkusener Beschluss)[21]
- FDP Seit 1990 ist die Mitgliedschaft bei Scientology mit der FDP-Mitgliedschaft unvereinbar. Zu einer richterlichen Überprüfung kam es bisher nicht.
- CDU Seit 1991 ist Mitgliedschaft bei Scientology mit der CDU-Mitgliedschaft unvereinbar. Rechtmäßigkeit der Regelung wurde durch das Bundesverfassungsgericht (Az.: 2 BvR 307/01) bestätigt

### Öffentlich bekannt gewordene Einzelfälle
- 1961 schloss die SPD den Politologen Wolfgang Abendroth aus der Partei aus, weil er sich weigerte, aus dem Unterstützerkreis des SDS auszutreten.
- 1975 schloss die SPD den schleswig-holsteinischen Landtagsabgeordneten Richard Bünemann wegen des Verstoßes gegen das Zusammenarbeitsverbot mit der DKP aus der Partei aus.
- 1977 schloss die SPD den Bundesvorsitzenden der Jungsozialisten, Klaus Uwe Benneter, aus der Partei aus, weil er mit der DKP zusammengearbeitet habe.
- 1977 betrieb der Vorstand der IG Metall ein Ausschlussverfahren gegen Heinz Brandt, der bis 1974 Chefredakteur der Mitgliederzeitschrift metall gewesen war. Grund war das Engagement Brandts in der Anti-AKW-Bewegung. Das Verfahren wurde nach Protesten von Teilen der IGM-Basis und aus der linksliberalen und linken Öffentlichkeit eingestellt.
- Anfang der 1990er Jahre wurden verschiedene Mitglieder der Hamburger FDP wegen gleichzeitiger Mitgliedschaft bei Scientology aus der Partei ausgeschlossen. Es wird vermutet, dass Scientology den Landesverband der FDP hatte unterwandern wollen.
- Stefan Engel (Ausschluss aus der IG Metall wegen MLPD-Mitgliedschaft)